# 大佛次郎賞
大佛次郎賞（おさらぎじろうしょう）は、朝日新聞社主催の文学賞である。『鞍馬天狗』、『赤穂浪士』、『パリ燃ゆ』、『天皇の世紀』などの小説・ノンフィクション・歴史書で知られる大佛次郎の幅広い業績を記念し、没年の1973年に「作品集」を出版していた朝日新聞社が創設。

## 概要
日本語の散文作品として質が高い作品、人間精神への鋭い洞察を含む作品、歴史・現代文明の批評としての意義が高い作品に与えられる。公募推薦も踏まえた予備審査を経て、選考委員の協議により受賞作が決定される。受賞者には賞牌と賞金200万円が授与される。
2001年から評論を対象にした「大佛次郎論壇賞」が新設されている。
基本的に受賞作品は原則上、毎年2作品（1作品のみ受賞年もある）とされていたが、（審査委員が全て変わった）第17回目のみ3作品が受賞作となった（翌年は1作品のみ）。
対象期間は第1回から第22回までは昨年6月上旬から今年5月下旬までとなっていたが、後述の理由から1ヶ月延長となり第23回までは昨年6月上旬から6月下旬までで、第24回から現在に関しては昨年9月上旬から今年9月下旬までとなっている。
受賞者発表は第23回（1996年）までは10月上旬だったが、翌年（1997年）の第24回より12月中旬となっている。なお受賞者発表に関しては2006年の第33回までは朝日新聞朝刊一面の一部に選考委員の名前と同時に掲載されたが、2007年の第34回より朝刊一面の片隅で受賞者の名前のみ掲載されている。
かつては選考委員の作品も受賞対象とされ、受賞作が数作あった。第22回では、辻邦生『西行花伝』が多数の公募選票により受賞作に推された際に、当時選考委員だった本人が「大佛次郎賞選考委員」である事を理由に固辞した。第22回の当時・選考委員7人と選考委員会はこれを了承し、朝日新聞社と選考委員会は諮って規定を変更し、第23回から選考委員の作品を選考対象に含まない事になり、同時に対象期間を1ヶ月延長する事になる。

## 受賞作品

### 第1回から第10回まで
- 第1回(1974年度)
  - 中野好夫 - 『蘆花徳冨健次郎』全3巻（筑摩書房）
  - 梅原猛 - 『水底の歌 柿本人麿論』（新潮社）
- 第2回(1975年度)
  - 山川菊栄 - 『覚書　幕末の水戸藩』（岩波書店）
  - 吉田秀和 - 『吉田秀和全集』（白水社）
- 第3回(1976年度)
  - 陳舜臣 - 『敦煌の旅』（平凡社）
  - 加藤九祚 - 『天の蛇－ニコライ・ネフスキーの生涯』（河出書房新社）
- 第4回(1977年度)
  - 堀田善衛 - 『ゴヤ』全4巻（新潮社）
  - 丸山眞男 - 『戦中と戦後の間』（みすず書房）
- 第5回(1978年度)
  - 近藤信行 - 『小島烏水 山の風流使者伝』（創文社）
  - 高田宏 - 『言葉の海へ　大槻文彦伝』（新潮社）
- 第6回(1979年度)
  - 河盛好蔵 - 『パリの憂愁 - ボードレールのパリ』（河出書房新社）
  - 日向康 - 『果てなき旅』（福音館書店）
- 第7回(1980年度)
  - 朝永振一郎 - 『物理学とは何だろうか』上・下（岩波新書）
  - 加藤周一 - 『日本文学史序説』上・下（筑摩書房）
- 第8回(1981年度)
  - 阿部謹也 - 『中世の窓から』（朝日新聞社）
  - 内田義彦 - 『作品としての社会科学』（岩波書店）
- 第9回(1982年度)
  - 鶴見俊輔 - 『戦時期日本の精神史』（岩波書店）
  - 河合隼雄 - 『昔話と日本人の心』（岩波書店）
- 第10回(1983年度)
  - 大江健三郎 - 『新しい人よ眼ざめよ』（講談社）
  - 志村ふくみ - 『一色一生』（求龍堂）

### 第11回から第20回まで
- 第11回(1984年度)
  - 金石範 - 『火山島』（文藝春秋）
  - 芳賀徹 - 『絵画の領分　近代日本比較文化史研究』（朝日新聞社）
- 第12回(1985年度)
  - 大江志乃夫 - 『凩（こがらし）の時』（筑摩書房）
  - 三浦哲郎 - 『白夜を旅する人々』（新潮社）
- 第13回(1986年度)
  - 井出孫六 - 『終わりなき旅－「中国残留孤児」の歴史と現在』（岩波書店）
  - 加賀乙彦 - 『湿原』上・下 （朝日新聞社）
- 第14回(1987年度)
  - 山田晶 - 『アウグスティヌス講話』（新地書房）
- 第15回(1988年度)
  - 司馬遼太郎 - 『韃靼疾風録』 上・下 （中央公論社）
  - 山田慶児 - 『黒い言葉の空間－三浦梅園の自然哲学』（中央公論社）
- 第16回(1989年度)
  - 西村三郎 - 『リンネとその使徒たち』（人文書院）
  - 原田正純 - 『水俣が映す世界』（日本評論社）
- 第17回(1990年度)
  - 宮下志朗 - 『本の都市リヨン』（晶文社）
  - 富士川英郎 - 『菅茶山』上・下 （福武書店）
  - 中村喜和 - 『聖なるロシアを求めて 旧教徒のユートピア』（平凡社）
- 第18回(1991年度)
  - 大笹吉雄 - 『花顔の人 花柳章太郎』（講談社）
- 第19回(1992年度)
  - 厳安生 - 『日本留学精神史』（岩波書店）
  - 小西甚一 - 『日本文藝史』全5巻（講談社）
- 第20回(1993年度)
  - 中村隆英 - 『昭和史』全2巻（東洋経済新報社）
  - 多田富雄 - 『免疫の意味論』（青土社）

### 第21回から第30回まで
- 第21回(1994年度)
  - 亀井俊介 - 『アメリカン・ヒーローの系譜』（研究社出版）
  - 吉村昭 - 『天狗争乱』（新潮社）
- 第22回(1995年度)
  - 小田久郎 - 『戦後詩壇私史』（新潮社）
  - 中薗英助 - 『鳥居龍蔵伝』（岩波書店）
- 第23回(1996年度)
  - 杉本秀太郎 - 『平家物語』（講談社）
  - 山口昌男 - 『「敗者」の精神史』（岩波書店）
- 第24回(1997年度)
  - 中西進 - 『源氏物語と白楽天』（岩波書店）
  - 中島秀人 - 『ロバート・フック ニュートンに消された男』（朝日新聞社）
- 第25回(1998年度)
  - 北杜夫 - 『青年茂吉』、『壮年茂吉』、『茂吉彷徨』、『茂吉晩年』（岩波書店）
- 第26回(1999年度)
  - 高井有一 - 『高らかな挽歌』（新潮社）
  - 丸谷才一 - 『新々百人一首』（新潮社）
- 第27回(2000年度)
  - 安岡章太郎 - 『鏡川』（新潮社）
- 第28回(2001年度)
  - 津島佑子 - 『笑いオオカミ』（新潮社）
  - 萩原延壽 - 『遠い崖 アーネスト・サトウ日記抄』全14巻（朝日新聞社）
- 第29回(2002年度)
  - 長部日出雄 - 『桜桃とキリスト もう一つの太宰治伝』（文藝春秋）
  - 亀山郁夫 - 『磔のロシア スターリンと芸術家たち』（岩波書店）
- 第30回(2003年度)
  - 山本義隆 - 『磁力と重力の発見』全3巻（みすず書房）

### 第31回から第40回まで
- 第31回(2004年度)
  - 佐伯一麦 - 『鉄塔家族』（日本経済新聞社）
  - 若桑みどり - 『クアトロ・ラガッツィ 天正少年使節と世界帝国』（集英社）
- 第32回(2005年度)
  - 富岡多恵子 - 『西鶴の感情』（講談社）
  - リービ英雄 - 『千々にくだけて』（講談社）
- 第33回(2006年度)
  - 田草川弘 - 『黒澤明VS.ハリウッド 「トラ・トラ・トラ!」その謎のすべて』（文藝春秋）
  - 辻原登 - 『花はさくら木』（朝日新聞社）
- 第34回(2007年度)
  - 吉田修一 - 『悪人』（朝日新聞社）
  - 最相葉月 - 『星新一　一〇〇一話をつくった人』（新潮社）
- 第35回(2008年度)
  - 飯嶋和一 - 『出星前夜』（小学館）
- 第36回(2009年度)
  - 石川九楊 - 『近代書史』（名古屋大学出版会）
- 第37回(2010年度)
  - 渡辺京二 - 『黒船前夜 ロシア・アイヌ・日本の三国志』（洋泉社）
- 第38回(2011年度)
  - 司修 - 『本の魔法』（白水社）
- 第39回(2012年度)
  - 水村美苗 - 『母の遺産　新聞小説』（中央公論新社）
- 第40回(2013年度)
  - 乙川優三郎 - 『脊梁山脈』（新潮社）

### 第41回から第50回まで
- 第41回(2014年度)
  - 長谷川郁夫 - 『吉田健一』（新潮社）
- 第42回(2015年度)
  - 金時鐘 - 『朝鮮と日本に生きる−−済州島から猪飼野へ』（岩波新書）
- 第43回(2016年度)
  - 浅田次郎 - 『帰郷』（集英社）
- 第44回(2017年度)
  - 高村薫 - 『土の記』（新潮社）
- 第45回(2018年度)
  - 角幡唯介 - 『極夜行』（文藝春秋）
- 第46回(2019年度)
  - 黒川創 - 『鶴見俊輔伝』（新潮社）
- 第47回(2020年度)
  - 内海健 - 『金閣を焼かなければならぬ　林養賢と三島由紀夫』（河出書房新社）
- 第48回(2021年度)
  - 堀川惠子 - 『暁の宇品　陸軍船舶司令官たちのヒロシマ』（講談社）
- 第49回(2022年度)
  - 星野博美 - 『世界は五反田から始まった』（ゲンロン叢書）
- 第50回(2023年度)
  - 平山周吉 - 『小津安二郎』（新潮社）

### 第51回から第60回まで
- 第41回(2024年度)
  - 日比野啓 - 『『喜劇』の誕生　評伝・曾我廼家五郎』（白水社）

## 選考委員
- 第1回から第5回  石川淳、井上靖、加藤周一、白石凡、都留重人、中野好夫、湯川秀樹、吉川幸次郎
- 第6回 石川淳、井上靖、加藤周一、白石凡、都留重人、中野好夫、吉川幸次郎、渡辺格
- 第7回 石川淳、井上靖、加藤周一、河野健二、白石凡、都留重人、中野好夫、渡辺格
- 第8回 井上靖、加藤周一、河野健二、司馬遼太郎、白石凡、都留重人、鶴見俊輔、渡辺格
- 第9回から第16回 井上靖（第15回以降欠席）、加藤周一、河野健二、司馬遼太郎（第12回欠席）、都留重人、鶴見俊輔、秦正流、渡辺格
- 第17回 安部公房（欠席）、多田道太郎、辻邦生、芳賀徹、萩原延壽、山崎正和
- 第18回 安部公房、河合隼雄、多田道太郎、辻邦生、芳賀徹、萩原延壽、山崎正和
- 第19回 安部公房、有馬朗人、河合隼雄、多田道太郎、辻邦生、芳賀徹、萩原延壽、山崎正和
- 第20回 有馬朗人、河合隼雄、多田道太郎、辻邦生、芳賀徹、萩原延壽、安岡章太郎、山崎正和
- 第21回 有馬朗人、樺山紘一、河合隼雄、多田道太郎、辻邦生、芳賀徹、安岡章太郎、山崎正和
- 第22回から第24回 有馬朗人、加賀乙彦、樺山紘一、河合隼雄、多田道太郎、辻邦生（第23回欠席）、芳賀徹、山崎正和
- 第25回から第26回 青木保、尾崎秀樹、加賀乙彦、菅野昭正、杉本秀太郎、米沢富美子
- 第27回 青木保、加賀乙彦、菅野昭正、杉本秀太郎、吉村昭、米沢冨美子
- 第28回 池内紀、井上ひさし、奥本大三郎、富岡多恵子、吉村昭
- 第29回から第30回 池内紀、井上ひさし、奥本大三郎、富岡多恵子、養老孟司
- 第31回から第34回 井上ひさし、川本三郎、髙樹のぶ子、山折哲雄、養老孟司
- 第35回から第36回 池内了、井上ひさし（第36回欠席）、川本三郎、高樹のぶ子、山折哲雄
- 第37回 池内了、井波律子、川本三郎、佐伯一麦、山折哲雄
- 第38回から第40回 池内了、井波律子、川本三郎、佐伯一麦、船橋洋一、鷲田清一
- 第41回から第42回 池内了、佐伯一麦、田中優子、船橋洋一、鷲田清一
- 第43回から第45回 後藤正治、佐伯一麦、田中優子、船橋洋一、鷲田清一
- 第46回から第47回 後藤正治、田中優子、辻原登、船橋洋一、鷲田清一
- 第48回から 後藤正治、斎藤美奈子、田中優子、辻原登、船橋洋一

白石凡は朝日新聞社企画部顧問、秦正流は同史編修顧問（両者とも当時）である。
第26回に関しては、最終選考発表3ヶ月前に尾崎秀樹の急逝に伴い、代わりの選考委員を入れずに空席として5人による最終選考を行った。